# Martin Göth
Martin Göth (* 1957) ist ein deutscher Diplomtheologe und Komponist aus Passau.
Göth, ein ehemaliger Schüler der Regensburger Domspatzen wurde vor allem durch seine Vertonung von geistlichen Liedern, Kindermusicals und Kinderliedern bekannt. In der Zusammenarbeit mit Rolf Krenzer entstanden zum Beispiel Lieder und CDs zu den großen Büchern von den kleinen Ägyptern, Wikingern und Rittern. Weiterhin verfasste er mit Paul Weininger Kinderbücher mit CD.
Liedtitel sind etwa: „Schau, ich radel mit dem Radel“, „Sag, bist du ein Engel?“, „Fritz, der Fink“, „Gibt einer dem andern von dem, was er hat“. Neben zahlreichen musikalischen Weihnachts- und Krippenspielen hat Göth ein Musical über Moses geschrieben. Viel beachtet und oft aufgeführt sein Musikspiel „Jesus, Freund der Kinder“, Lahn, Kevelaer
Er und Kathrin Giehl gestalteten nicht nur als musikalische Begleiter am Keyboard die Mainburger Welturaufführung des bibl. Rockmusicals Mirjam 2002 in der Stadtpfarrkirche Mainburg mit.

## Werke
- MitHG: Rolf Krenzer, Petra Lefin: Lasst uns gehen nach Betlehem, Don Bosco Medien GmbH, August 2007, 160 S., ISBN 3-769-81639-0
- MitHG: Paul Weininger und Antje Bohnstedt: Lieder und Singspiele für die Fasten- und Osterzeit, mit CD, Don Bosco Verlag, Januar 2005, ISBN 978-3-7698-1511-5
- Rolf Krenzer, Martin Göth, Stefan Horst, Elke Junker: Auf einmal ist der Frühling da, Auer Verlag GmbH, Januar 2006, 175 S., ISBN 3-403-04549-8